# Korkeakoskenlahti
Korkeakoskenlahti är en vik i Finland. Den är en del av Jyväsjärvi och ligger i Jyväskylä i landskapet Mellersta Finland, i den södra delen av landet, 230 km norr om huvudstaden Helsingfors.